# Rund um den Finanzplatz Eschborn-Frankfurt 2011

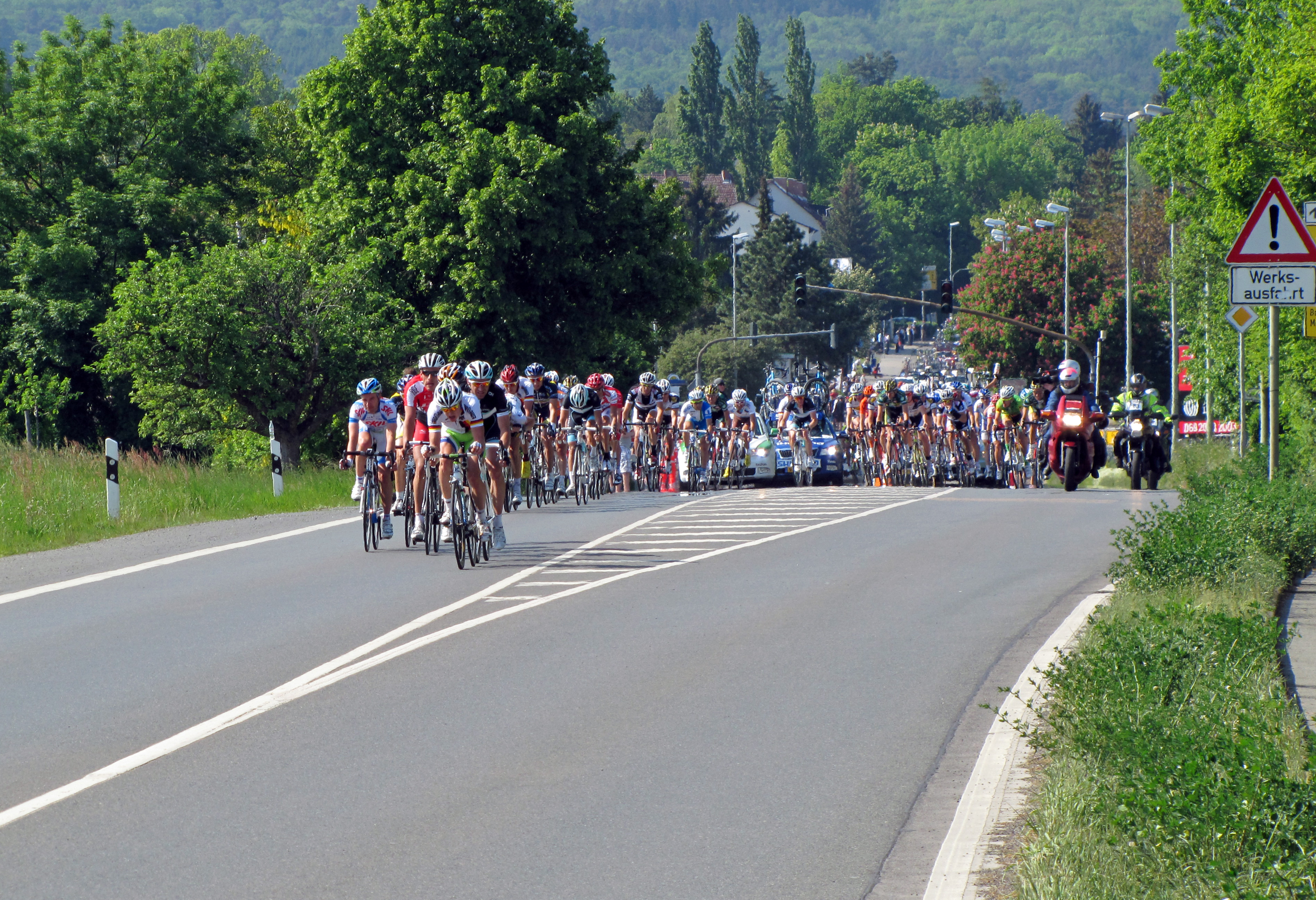
Das Feld etwa 30 km vor dem Ziel

Rund um den Finanzplatz Eschborn-Frankfurt 2011 war die 50. Austragung des Frankfurter Radklassikers, der in diesem Jahr zum zweiten Mal diesem Namen trug. Das Radrennen fand traditionell am 1. Mai statt und zählte zur UCI Europe Tour 2011, wo es in der höchsten Kategorie 1.HC eingestuft war. Das Ziel wurde nach 201,7 Kilometern in Frankfurt an der Alten Oper erreicht.

## Strecke
Der Kurs führte zunächst von Eschborn das erste Mal nach Frankfurt durchs Ziel an der Alten Oper. Von dort ging es über den Riedberg zur Kletterpartie in den Taunus. Danach führte die Strecke über Kronberg und Eschborn in die Frankfurter Innenstadt zurück, wo auf den drei flachen Schlussrunden die Entscheidung fiel.

## Rennergebnis
| Platz                                      | Fahrer            | Team                         | Zeit         |
| ------------------------------------------ | ----------------- | ---------------------------- | ------------ |
| 1                                          | John Degenkolb    | HTC-Highroad                 | 4:50:49 h    |
| 2                                          | Jérôme Baugnies   | Topsport Vlaanderen-Mercator | gleiche Zeit |
| 3                                          | Michael Matthews  | Rabobank Cycling Team        | gleiche Zeit |
| 4                                          | Davy Commeyne     | Landbouwkrediet              | gleiche Zeit |
| 5                                          | Laurent Pichon    | Bretagne-Schuller            | gleiche Zeit |
| 6                                          | Marco Marcato     | Vacansoleil-DCM              | gleiche Zeit |
| 7                                          | Laurent Mangel    | Saur-Sojasun                 | gleiche Zeit |
| 8                                          | Simon Geschke     | Skil-Shimano                 | gleiche Zeit |
| 9                                          | Andreas Dietziker | Team NetApp                  | gleiche Zeit |
| 10                                         | Danilo Hondo      | Deutsche Nationalmannschaft  | gleiche Zeit |
| weitere 66 Teilnehmer erreichten das Ziel. |                   |                              |              |